# Aéroport de Broken Hill
Pour les articles homonymes, voir BHQ.
L’aéroport de Broken Hill (code IATA : BHQ • code OACI : YBHI) est un aéroport domestique desservant la ville de Broken Hill, en Nouvelle-Galles du Sud, état situé au sud de l'Australie.